# 카와고에 보이즈 싱
카와고에 보이즈 싱(川越ボーイズ・シング, Kawagoe Boys Sing)은 NBC유니버설 엔터테인먼트 재팬이 제작하고 evg가 텔레컴 애니메이션 필름(Telecom Animation Film)과 협력하여 애니메이션을 제작한 일본 오리지널 애니메이션 TV 시리즈이다. 감독은 마츠모토 아츠시, 각본은 카와고에 학교 문예부, 작곡은 카네사카 유키, 신 리즈무, 요코야마 준코가 맡았다. 오리지널 캐릭터 디자인은 에비모(Ebimo)에서 제공하고 와타나베 하루는 애니메이션용 디자인을 적용한다. 더그아웃 사운드 디렉팅은 키쿠타 히로미 씨가 담당하고 있다. 이 시리즈는 2023년 10월 9일부터 2024년 1월 15일까지 도쿄 MX, BS11에서 방영되었다. 오프닝 주제가는 카코(Kaco)가 부를 예정이다. 크런치롤은 시리즈 라이선스를 받았다.

## 개요
단보치라고도 알려진 텐시는 사람들 앞에서 노래하는 것을 두려워하지만 노래하는 것을 좋아하는 전직 합창단 소년이다. 오랫동안 혼자 노래하며 스트레스 없는 학업 생활에 안주한 히비키 하루오는 텐시의 재능을 발견하고 그의 이름을 되찾기 위해 소년합창단을 결성한다. 텐시와 다른 사람들은 마지 못해 소년 합창단에 합류한다. 단보치는 히비키의 독특한 지도 아래 빠르게 두려움을 극복해 나가고 있다. 나머지 소년들과 함께, 그들은 함께 공연하는 것을 좋아하게 되었고, 전국 노래 대회 우승을 목표로 하고 있다.